# Achaea catocaloides
Achaea catocaloides is een vlinder van de familie van de spinneruilen (Erebidae). De wetenschappelijke naam van deze soort is voor het eerst voorgesteld door Achille Guenée in een publicatie uit 1852.

## Verspreiding
De soort komt voor in tropisch Afrika waaronder Guinee, Sierra Leone, Liberia, Ivoorkust, Burkina Faso, Ghana, Nigeria, Kameroen, Gabon, Congo-Brazzaville, Congo-Kinshasa, Oeganda, Kenia en Tanzania.

## Waardplanten
De rups leeft op:
- Boraginaceae
  - Cordia africana Lam.
- Convolvulaceae
  - Ipomoea batatas
- Cupressaceae
  - Hesperocyparis lusitanica (Mill.) Bartel
- Euphorbiaceae
  - Alchornea cordifolia (Schumach. & Thonn.) Müll.Arg.
  - Manihot esculenta Crantz
  - Ricinus sp.
- Fabaceae
  - Acacia auriculiformis A.Cunn. ex Benth.
  - Julbernardia pellegriniana Troupin
  - Phaseolus sp.
  - Piptadeniastrum africanum (Hook.f.) Brenan
  - Tetraberlinia korupensis Wieringa
- Musaceae
  - Musa x paradisiaca L.
- Myrtaceae
  - Leptospermum sp.
- Ochnaceae
  - Lophira alata Banks ex C.F.Gaertn.
- Phyllanthaceae
  - Bischofia javanica Blume
- Poaceae
  - Oryza sativa L.
  - Zea mays L.
- Rosaceae
  - Rosa sp.
- Rubiaceae
  - Coffea sp
- Sterculiaceae
  - Theobroma cacao L.